# Umbanda

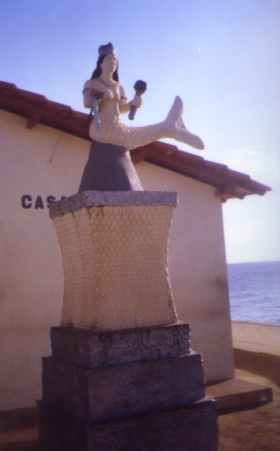
Figur der Yemanjá (Meeresgöttin) im Stadtteil Rio Vermelho in Salvador da Bahia

Die Umbanda ist eine synkretistische oder mystisch-spirituelle Religion in Brasilien, Argentinien und Uruguay, in deren Zentrum das Verkörperungsgeschehen von Geistwesen sozialer Randgruppen sowie das Gespräch mit ihnen stehen.
Die Sprache gilt als Verbindungsglied zwischen den materiellen und den immateriellen Welten. In den zugehörigen Ritualen begeben sich geschulte Medien in Trance, um die Geister von ihren Körpern Besitz ergreifen zu lassen. Weitere typische Rituale sind divinatorische Opferzeremonien, wie etwa Blumenspenden an die Meergöttin Yemanjá, die hier der Jungfrau Maria entspricht und als Meerjungfrau dargestellt  wird.
Umbanda zählt zu den dynamischsten und einflussreichsten Religionen in Südamerika. Keine der anderen afroamerikanischen Religionen hat so viele Anhänger unter Euroamerikanern, da die afrikanischen Elemente hier weniger stark betont werden.

## Hintergründe
Umbanda grenzt sich sowohl vom Spiritismus nach Allan Kardec (Kardezismus) als auch vom Candomblé ab und integriert in ihrem ursprünglich von afrikanischen Bantu-Sklaven stammenden Glaubenssystem sowohl römisch-katholische, indigene, kabbalistische als auch (durch die europäische Esoterik formierte) hinduistische bzw. buddhistische Werte.
Sogenannte (weibliche) Caboclas und (männliche) Caboclos, spirituelle Wesen indigener Ureinwohner Brasiliens, und Pretas Velhas und Pretos Velhos, spirituelle Wesen afrikanischer Sklaven aus Brasiliens Kolonialzeit, bilden die zentralen Figuren des umbandistischen Pantheons. Außerdem gibt es Geister von Kindern (Erês) und Viehhirten (boiadeiros) und die Gruppe von Pombagiras und Exus, dem Teufel assoziierten Geistwesen. Die umbandistischen Geister sind Vorstellungen bzw. symbolische Bilder von Stereotypen der brasilianischen Gesellschaft über „die Indianer“, „die Bahianer“ oder die „schwarzen Sklaven der Kolonialzeit“.
Diese Personifizierungen von Geistwesen in der Umbanda vollziehen sich durch eine symbolische Umwertung, wie die brasilianische Kulturanthropologin Patrícia Birman betont, bei der die sozial stigmatisierten Bevölkerungsgruppen eine besonders wertgeschätzte Stellung in der religiösen Hierarchie einnehmen.

“As entidades mais valorizadas na umbanda são pensadas pelos próprios umbandistas como seres inferiores e subalternos ao homem branco. Só podemos supor, então, que a subalternidade tem um valor positivo para a religião. E é exatamente isso que acontece. Podemos dizer que o poder religioso da umbanda decorre disso, de uma inversão simbólica em que os estruturalmente inferiores na sociedade são detentores de um poder mágico particular, advindo da própria condição que possuem.”

„Die am meist geschätzten [spirituellen] Wesen in der Umbanda werden von den Gläubigen als minderwertig und dem weißen Mann untergeordnet angesehen. Wir können also nur annehmen, dass die Unterordnung einen positiven Wert für die Religion hat. Und dies ist exakt, was passiert. Wir können behaupten, dass die religiöse Macht der Umbanda sich aus der symbolischen Umkehrung speist, durch die die strukturell Untergebenen der Gesellschaft die Inhaber einer bestimmten magischen Macht sind, die sich aus dem eigenen Stand ergibt.“

Die espíritos (Geister), entidades espirituais (Geistwesen) bzw. guias (Leiter), die gleichmäßig aus weiblichen und männlichen Wesen bestehen, haben eine irdische Herkunft und kehren aus dem Anliegen der caridade, der Nächstenliebe (bzw. Caritas), nach ihrem physischen Tod als Geistwesen zur Erde zurück. Sie sind in Abstammungslinien (linhas) unterteilt, die wiederum in Gruppen (legiões/falanges) unterschieden werden und von einem Orixá (einer afrikanischen Gottheit) geleitet und beschützt werden, der mit einer/m katholischen Heiligen korrespondiert (was jedoch nicht bewiesen werden kann). Die Geistergruppen werden in wertende Kategorien aufgeteilt. Die sogenannten „Geister des Lichtes“ (espíritos de luz) befinden sich auf der rechten Seite und umfassen die Caboclos und die Pretos Velhos. Sie werden dem häuslichen und familiären Bereich zugeordnet. Die „Geister der Finsternis“ (espíritos das trevas) der linken Seite hingegen werden durch die Pombagiras und Exus gebildet und der Straße zugerechnet (Povo de Rua).

## Entwicklung
Die Umbanda ist in den 1920er Jahren in den städtischen Zentren im Südosten des Landes entstanden und hat sich in den Jahrzehnten darauf im ganzen Land und darüber hinaus ausgebreitet bzw. mit den dortigen afro-indigenen religiösen Traditionen ergänzt. In Abgrenzung zum Kardezismus, aus dem sie hervorging, definiert die Umbanda sich nicht über Dogmen oder Schriften, die Universalcharakter für ihre Gläubigen hätten.
Begründet wurde die Umbanda durch die autonomen tendas bzw. terreiros (Kulthäuser), in deren Zentrum sich eine das Kultgeschehen leitende charismatische Persönlichkeit (mãe- oder pai-de-santo) befindet. Ihre Struktur ist auf eine sehr bewusste Art und Weise nicht zentralistisch, sondern geradezu föderativ bzw. demokratisch vielfältig. Sogar die kardezistisch orientierte Gruppierung innerhalb der Umbanda Ordem Iniciática do Cruzeiro Divino in der Tradition von Matte e Silva betont, dass die Umbanda kein religiöses Oberhaupt (wie z. B. den Papst) habe, sondern die Geistwesen direkte Vermittler zum Sakralen sind.
Unmittelbaren Einfluss haben auch die später entstandenen Dachverbände (federações), die im Austausch mit den einzelnen tendas stehen.
In jüngerer Zeit ist die Umbanda-Religion in Brasilien seitens fanatischer evangelikaler Christen, insbesondere aus den Pfingstsekten, unter Druck geraten. So verdammt Rios Bürgermeister, Marcelo Crivella, ein christlicher Fundamentalist, den in den afrobrasilianischen Kulten verankerten Karneval als „unchristlichen Exzess“, kürzt den Veranstaltern die Geldmittel und bleibt der Veranstaltung fern. Hinzu kommt, dass Evangelikale einen zunehmenden Einfluss auf die Favela-Banden gewinnen. Seit der Wahl des den Evangelikalen nahestehenden Jair Bolsonaro zum Präsidenten verschärft sich die Diskriminierung der Umbandas.

## Etymologie, Ziele, Bedeutung
Eine der etymologischen Bedeutungen des Wortes Umbanda findet sich in den angolanischen Sprachen Kimbundu und Umbundu wieder und bezeichnet die traditionelle Medizin dieser Region; in diesem Zusammenhang auch „weiße Magie“, „Heilige“, „Heilender“ oder „Priester“. In der brasilianischen Form konzentriert sich dieser heilende Aspekt auf die psychotherapeutische Betreuung. Gesundungsprozesse und Problemlösungen emotionaler und sozialer Art wie Partnersuche und Arbeitslosigkeit sind immer wieder zentrale Aufgabengebiete dieser magischen Form von Religion. Hugo Saraiva nennt die Umbanda daher eine spirituelle Notaufnahme.
Den afroamerikanischen Synkretismus bezeichnet Hubert Fichte in seiner Ethnopoesie als Kultur der Unterdrückten, die im Bewusstsein der akademisch Gebildeten vernachlässigt bzw. übersehen werde. Er versteht ihn als eine neue Menschlichkeit, die durch ihre Theatralik die Bourgeoise überwinde, eine

„psychodramatische, ästhetische Gegenbewegung innerhalb der Elendsviertel eines Kontinents, als eine Gegenbewegung, die der Pop Art, dem Surrealismus, dem Straßentheater, der Psychoanalyse verwandt ist und diese alle existenziell und formal übertrifft.“

In ihrer ästhetischen Symbolsprache integriert die Umbanda heterogene Glaubensvorstellungen, wie z. B. aus dem Volkskatholizismus, der jüdischen Kabbala und der universalen Esoterik.